# Rue de Paris (Torcy)
Pour les articles homonymes, voir Rue de Paris.
La rue de Paris est un axe de Torcy. Elle est la principale artère du vieux bourg.

## Situation et accès

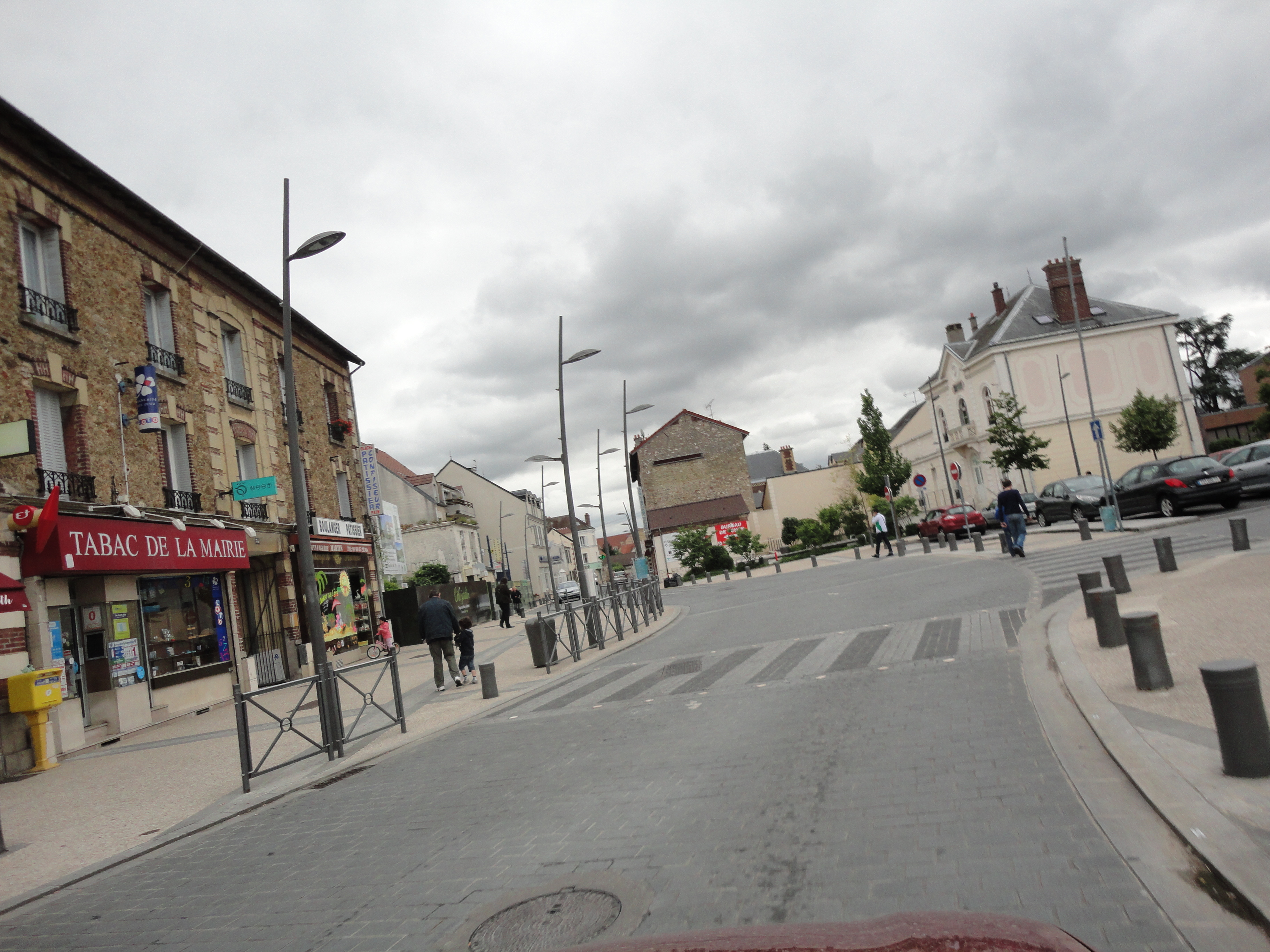
La rue de Paris, centre-ville de Torcy

Longue de 2 kilomètres dans le sens ouest/est entre les villes de Noisiel et Bussy-Saint-Martin, cette rue commence à partir de l'intersection de la rue du Beauregard à l'ouest, jusqu'au carrefour de l'avenue Jacques-Prévert et de l'avenue du Président-François-Mitterrand.
Singularité de cet axe, entre la rue de Bel-air jusqu'à l’avenue Louis-Aragon, la rue de Paris n'existe que sur le côté pair. Le côté impair est dénommé le Cours de l’Arche-Guédon. Ceci s'expliquant par le fait qu'autrefois, la rue de Paris délimitait les frontières de la vieille ville et ce jusqu'à ce que le territoire urbain se prolonge avec la construction du quartier de l'Arche-Guédon. Jusque dans les années 1960, il n'y avait que des champs et des vergers dans la limite ouest de la ville.

## Origine du nom
Cette prend la direction de Paris.

## Historique

### Route de Paris en Brie

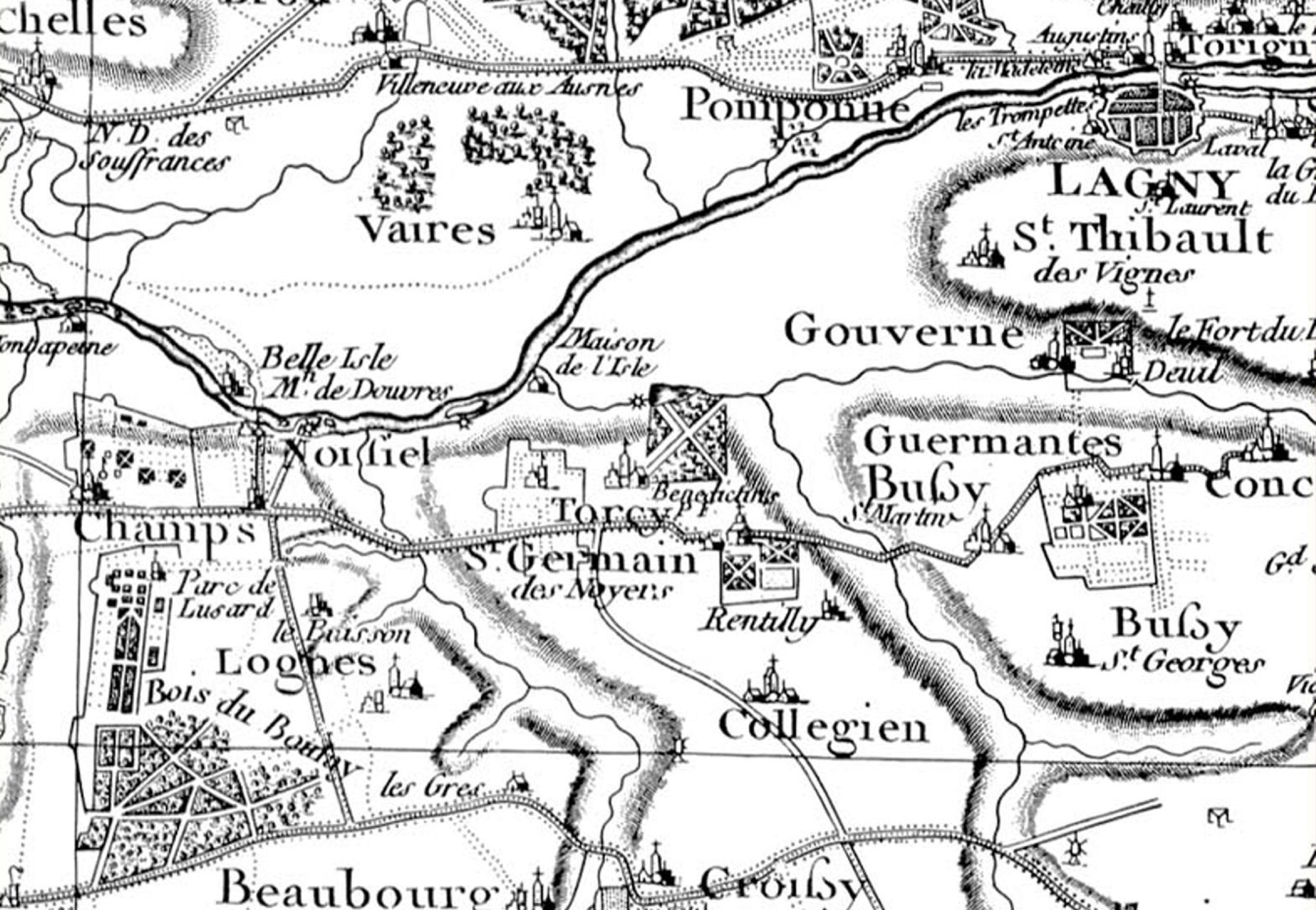
Carte de Cassini de Torcy datant de 1747, ou on peut voir la fameuse route de Paris en Brie.

La rue de Paris était autrefois sur l’itinéraire d’une voie royale à la charge du département appelée « route de Paris en Brie ».
Au XVIIIe siècle, la route de Paris en Brie est une voie empierrée et bordée d'arbres débute à partir du domaine royal de Vincennes. Quelques kilomètres plus loin, il y a un embranchement à prendre par la gauche et longer Tremblay. Une nouvelle patte d'oie divise la voie en deux. Par la gauche, la route file vers Bry-sur-Marne où un bac permet de traverser la Marne, reliant Nogent-sur-Marne. La route continue vers Noisy-le-Grand, Champs-sur-Marne, Torcy, Bussy-Saint-Martin, Guermantes et se termine à Conches. Au XIXe siècle, cette fameuse route devient le chemin départemental 17 bis, puis actuellement la D217.

### XIXesiècle
Dans la seconde moitié du XIXe siècle, avec la construction de la nouvelle église et des autres bâtiments publics la longeant que la « route de Paris en Brie » a été dénommée « rue de Paris » dans sa partie qui traverse la commune. Une adresse plus commode et plus valorisante aussi pour les commerces qui vont progressivement s’installer sur cette rue au détriment de la Grande Rue. Les plus belles demeures de Torcy comme l'ancienne mairie « Maison Blanche » vont se construire sur la rue de Paris. Jadis, c'est dans cette rue où était installé le premier cinéma de Torcy.

### XXIesiècle
Dans la nuit de mercredi 4 août au jeudi 5 août 2010 vers 1h30, un incendie d'origine accidentelle a ravagé le garage Renault situé au 11 rue de Paris à Torcy, géré par Dominique Poirier. Miraculeusement trois ou quatre voitures de clients n'ont pas brûlé. Le 15 aout 2011 vers 6 heures, incendie criminel du terminal de cuisson de pain et viennoiseries de la boulangerie et pâtisserie Hum situé rue de Paris.

## Bâtiments remarquables et lieux de mémoire
La Maison Blanche au 71 rue de Paris, est une propriété bourgeoise datant du XIXe siècle qui devient en 1966, la troisième mairie de Torcy. Jusqu'en 1986, date du déménagement de la mairie dans ses locaux actuels, la Maison Blanche avait un parquet en bois exotique issue du pavillon d’Argentine de l’exposition universelle de Paris de 1889. Mais, au cours des travaux de transformation en résidence pour personnes âgées (RPA), les ouvriers brûlent par erreur le parquet.